# Aida Shirazi
Aida Shirazi (persisch آیدا شیرازی; geb. 1987) ist eine iranische Komponistin akustischer und elektroakustischer Musik.

## Leben
Shirazi wuchs in Teheran auf. Dort absolvierte sie ein Klavierstudium und setzte ihre musikalische Ausbildung in Istanbul, Kalifornien und Paris fort. Sie promovierte an der University of California, Davis in Komposition und Musiktheorie. Sie ist Mitbegründerin der Iranian Female Composers Association, die im Iran zum Schweigen gebrachten Komponistinnen weltweit ein Gesicht und eine Stimme geben will.

## Wirken
In ihren Werken für Soloinstrumente, Stimme, Ensemble, Orchester und Elektronik konzentriert sich Shirazi hauptsächlich auf die Klangfarbe, um Strukturen zu organisieren, die vom Persischen und anderen Sprachen und Literaturen inspiriert sind.
Shirazis Musik wurde auf zahlreichen Festivals und Konzertreihen gezeigt. Ende 2022 wurde ihr Konzert EXT INC/REMEMBER ME in Berlin uraufgeführt, das sich mit dem Artensterben auseinandersetzt und dabei auf die sterbende Königin von Karthago anspielt.